# Tour Down Under 2024
24. ročník etapového cyklistického závodu Tour Down Under se konal mezi 16. a 21. lednem 2024 v australském městě Adelaide a okolí. Celkovým vítězem se stal Brit Stephen Williams z týmu Israel–Premier Tech. Na druhém a třetím místě se umístili Ekvádorec Jhonatan Narváez (Ineos Grenadiers) a Mexičan Isaac del Toro (UAE Team Emirates). Závod byl součástí UCI World Tour 2024 na úrovni 2.UWT a byl prvním závodem tohoto seriálu.

## Týmy
Závodu se zúčastnilo všech 18 UCI WorldTeamů, 1 UCI ProTeam a australský národní tým. Týmy Israel–Premier Tech a Lotto–Dstny dostaly automatické pozvánky jako 2 nejlepší UCI ProTeamy sezóny 2023, druhý zmíněný tým však svou pozvánku zamítl. Další 1 národní tým (ARA Australian Cycling Team) pak byl vybrán organizátory závodu. Všechny týmy přijely se sedmi jezdci kromě týmu Groupama–FDJ s šesti jezdci, celkem se tak na start postavilo 139 závodníků. Do cíle na Mount Lofty dojelo 130 z nich.
UCI WorldTeamy
- Alpecin–Deceuninck
- Arkéa–B&B Hotels
- Astana Qazaqstan Team
- Bora–Hansgrohe
- Cofidis
- Decathlon–AG2R La Mondiale
- EF Education–EasyPost
- Groupama–FDJ
- Ineos Grenadiers
- Intermarché–Wanty
- Lidl–Trek
- Movistar Team
- Soudal–Quick-Step
- Team Bahrain Victorious
- Team dsm–firmenich PostNL
- Team Jayco–AlUla
- UAE Team Emirates
- Visma–Lease a Bike

UCI ProTeamy
- Israel–Premier Tech

Národní týmy
- ARA Australian Cycling Team

## Trasa a etapy
| Etapa         | Datum         | Trasa                           | Vzdálenost | Typ      | Typ                 | Vítěz                  |
| ------------- | ------------- | ------------------------------- | ---------- | -------- | ------------------- | ---------------------- |
| 1             | 16. ledna     | Tanunda – Tanunda               | 144 km     |          | Zvlněná etapa       | Sam Welsford (AUS)     |
| 2             | 17. ledna     | Norwood – Lobethal              | 141,6 km   |          | Zvlněná etapa       | Isaac del Toro (MEX)   |
| 3             | 18. ledna     | Tea Tree Gully – Campbelltown   | 145,3 km   |          | Rovinatá etapa      | Sam Welsford (AUS)     |
| 4             | 19. ledna     | Murray Bridge – Port Elliot     | 136,2 km   |          | Zvlněná etapa       | Sam Welsford (AUS)     |
| 5             | 20. ledna     | Christies Beach – Willunga Hill | 129,3 km   |          | Zvlněná etapa       | Oscar Onley (GBR)      |
| 6             | 21. ledna     | Unley – Mount Lofty             | 128,2 km   |          | Středně těžká etapa | Stephen Williams (GBR) |
| Celková délka | Celková délka | Celková délka                   | 824,6 km   | 824,6 km | 824,6 km            | 824,6 km               |

## Průběžné pořadí
| Etapa          | Vítěz            | Celkové pořadí   | Vrchařská soutěž | Sprinterská soutěž | Soutěž mladých jezdců | Soutěž týmů                | Cena bojovnosti  |
| -------------- | ---------------- | ---------------- | ---------------- | ------------------ | --------------------- | -------------------------- | ---------------- |
| 1              | Sam Welsford     | Sam Welsford     | Louis Barré      | Sam Welsford       | Madis Mihkels         | Intermarché–Wanty          | Louis Barré      |
| 2              | Isaac del Toro   | Isaac del Toro   | Luke Burns       | Biniam Girmay      | Isaac del Toro        | Intermarché–Wanty          | Luke Burns       |
| 3              | Sam Welsford     | Isaac del Toro   | Luke Burns       | Sam Welsford       | Isaac del Toro        | Intermarché–Wanty          | Tristan Saunders |
| 4              | Sam Welsford     | Isaac del Toro   | Luke Burns       | Sam Welsford       | Isaac del Toro        | Intermarché–Wanty          | Jackson Medway   |
| 5              | Oscar Onley      | Stephen Williams | Luke Burns       | Sam Welsford       | Oscar Onley           | UAE Team Emirates          | Casper Pedersen  |
| 6              | Stephen Williams | Stephen Williams | Luke Burns       | Sam Welsford       | Isaac del Toro        | Decathlon–AG2R La Mondiale | António Morgado  |
| Konečné pořadí | Konečné pořadí   | Stephen Williams | Luke Burns       | Sam Welsford       | Isaac del Toro        | Decathlon–AG2R La Mondiale | neuděleno        |

- V 2. etapě nosil Phil Bauhaus, jenž byl druhý ve sprinterské soutěži, modrý dres, neboť lídr této klasifikace Sam Welsford nosil oranžový dres lídra celkového pořadí.
- V etapách 3 – 5 nosil Laurence Pithie, jenž byl druhý v soutěži mladých jezdců, bílý dres, neboť lídr této klasifikace Isaac del Toro nosil oranžový dres lídra celkového pořadí.

## Konečné pořadí
| Legenda | Legenda                            | Legenda | Legenda                               |
| ------- | ---------------------------------- | ------- | ------------------------------------- |
|         | Označuje lídra celkového pořadí    |         | Označuje lídra soutěže mladých jezdců |
|         | Označuje lídra sprinterske soutěže |         | Označuje lídra vrchařské soutěže      |

### Celkové pořadí
| Pořadí | Jezdec                       | Tým                         | Čas         |
| ------ | ---------------------------- | --------------------------- | ----------- |
| 1      | Stephen Williams (GBR)       | Israel–Premier Tech         | 19h 13' 34" |
| 2      | Jhonatan Narváez (ECU)       | Ineos Grenadiers            | + 9"        |
| 3      | Isaac del Toro (MEX)         | UAE Team Emirates           | + 11"       |
| 4      | Oscar Onley (GBR)            | Team dsm–firmenich PostNL   | + 20"       |
| 5      | Bart Lemmen (NED)            | Visma–Lease a Bike          | + 23"       |
| 6      | Julian Alaphilippe (FRA)     | Soudal–Quick-Step           | + 33"       |
| 7      | Simon Yates (GBR)            | Team Jayco–AlUla            | + 33"       |
| 8      | Valentin Paret-Peintre (FRA) | Decathlon–AG2R La Mondiale  | + 36"       |
| 9      | Damien Howson (AUS)          | ARA Australian Cycling Team | + 42"       |
| 10     | Jack Haig (AUS)              | Team Bahrain Victorious     | + 50"       |

### Vrchařská soutěž
| Pořadí | Jezdec                   | Tým                         | Body |
| ------ | ------------------------ | --------------------------- | ---- |
| 1      | Luke Burns (AUS)         | ARA Australian Cycling Team | 49   |
| 2      | Jardi van der Lee (NED)  | EF Education–EasyPost       | 23   |
| 3      | Gil Gelders (BEL)        | Soudal–Quick-Step           | 20   |
| 4      | Chris Harper (AUS)       | Team Jayco–AlUla            | 12   |
| 5      | Julian Alaphilippe (FRA) | Soudal–Quick-Step           | 10   |
| 6      | António Morgado (POR)    | UAE Team Emirates           | 8    |
| 7      | Tristan Saunders (AUS)   | ARA Australian Cycling Team | 8    |
| 8      | Jacopo Mosca (ITA)       | Lidl–Trek                   | 7    |
| 9      | Louis Barré (FRA)        | Arkéa–B&B Hotels            | 6    |
| 10     | Oscar Onley (GBR)        | Team dsm–firmenich PostNL   | 6    |

### Sprinterská soutěž
| Pořadí | Jezdec                 | Tým                     | Čas |
| ------ | ---------------------- | ----------------------- | --- |
| 1      | Sam Welsford (AUS)     | Bora–Hansgrohe          | 90  |
| 2      | Biniam Girmay (ERI)    | Intermarché–Wanty       | 77  |
| 3      | Jhonatan Narváez (ECU) | Ineos Grenadiers        | 70  |
| 4      | Stephen Williams (GBR) | Israel–Premier Tech     | 69  |
| 5      | Isaac del Toro (MEX)   | UAE Team Emirates       | 61  |
| 6      | Laurence Pithie (NZL)  | Groupama–FDJ            | 60  |
| 7      | Max Kanter (GER)       | Astana Qazaqstan Team   | 54  |
| 8      | Caleb Ewan (AUS)       | Team Jayco–AlUla        | 52  |
| 9      | Lars Boven (NED)       | Alpecin–Deceuninck      | 44  |
| 10     | Phil Bauhaus (GER)     | Team Bahrain Victorious | 36  |

### Soutěž mladých jezdců
| Pořadí | Jezdec                   | Tým                        | Čas         |
| ------ | ------------------------ | -------------------------- | ----------- |
| 1      | Isaac del Toro (MEX)     | UAE Team Emirates          | 19h 13' 45" |
| 2      | Oscar Onley (GBR)        | Team dsm–firmenich PostNL  | + 9"        |
| 3      | Bastien Tronchon (FRA)   | Decathlon–AG2R La Mondiale | + 1' 00"    |
| 4      | Laurence Pithie (NZL)    | Groupama–FDJ               | + 1' 01"    |
| 5      | Gianmarco Garofoli (ITA) | Astana Qazaqstan Team      | + 2' 00"    |
| 6      | António Morgado (POR)    | UAE Team Emirates          | + 3' 33"    |
| 7      | Joshua Tarling (GBR)     | Ineos Grenadiers           | + 5' 32"    |
| 8      | Loe van Belle (NED)      | Visma–Lease a Bike         | + 7' 11"    |
| 9      | Mathias Vacek (CZE)      | Lidl–Trek                  | + 8' 14"    |
| 10     | Enzo Paleni (FRA)        | Groupama–FDJ               | + 9' 01"    |

### Soutěž týmů
| Pořadí | Tým                         | Čas         |
| ------ | --------------------------- | ----------- |
| 1      | Decathlon–AG2R La Mondiale  | 57h 44' 14" |
| 2      | Israel–Premier Tech         | + 4"        |
| 3      | UAE Team Emirates           | + 6"        |
| 4      | Soudal–Quick-Step           | + 16"       |
| 5      | Visma–Lease a Bike          | + 24"       |
| 6      | Intermarché–Wanty           | + 1' 42"    |
| 7      | Movistar Team               | + 1' 44"    |
| 8      | Alpecin–Deceuninck          | + 1' 54"    |
| 9      | Lidl–Trek                   | + 2' 10"    |
| 10     | ARA Australian Cycling Team | + 2' 39"    |